# بوغار
بوغار (به عربی: بوغار) یک شهرداری در الجزایر است که در استان مدیه واقع شده‌است. بوغار ۵٬۹۷۲ نفر جمعیت دارد و ۹۵۲ متر بالاتر از سطح دریا واقع شده‌است.